# 验证器
验证器是一类计算机程序，用于检查代码片段、文档的有效性或句法正确性。这个术语通常用于 HTML，CSS，XML文档或 RSS订阅的验证。当然，其他格式或语言也可以使用相应的验证器。
网站亲和力验证器是一类为了核查网页或网站对无障碍准则（比如WCAG， 第508条 ，还有与国家法律相关的，比如Stanca法案）的遵守程度而设计的自动化工具。

## 相关主题
- CSE HTML Validator for Windows（英语：CSE HTML Validator for Windows）
- HTML Tidy
- W3C驗証服務
- 格式良好的元素（英语：Well-formed element）
- XML validation